# Claude Abraham de Tubières de Grimoard
Claude Abraham de Tubières de Grimoard de Pestel de Lévis (c. 1672 - 1759) va ser un cap militar francès al servei del Regne d'Espanya.
Nascut a Alvèrnia era el tercer fill de Henry de Tubières de Grimoard de Pstels de Levís (1637-1679), marquès de Caylús, senyor de Branzac i comte de Pesteils, i de Claude Fabart, filla d'Abraham II de Fabert, un mariscal del Regne de França. En 1705 es va casar amb Manuela de Villacís y de la Cueva, (1681 - 1719), filla del IV comte de Peñaflor de Argamasilla.
Ingressà a l'exèrcit francès com a coronel dels Dragons del Llenguadoc, però passà a l'exèrcit espanyol com a tinent general en 1707. Després de la Guerra de Successió Espanyola va ser nomenat governador militar d'Extremadura, governador militar de Saragossa el 1718, governador militar de Galícia l'any 1726, i capità general de València i capità general dels exèrcits reials l'any 1734. El 1716 fou nomenat cavaller de l'Orde del Toisó d'Or.
El 1742, després de servir durant 35 anys els interessos d'Espanya, va rebre el títol de duc de Caylus i de Gran d'Espanya pel rei Felip V d'Espanya.